# Ried im Oberinntal
Pour les articles homonymes, voir Ried.
Ried im Oberinntal est une commune autrichienne du district de Landeck dans le Tyrol.

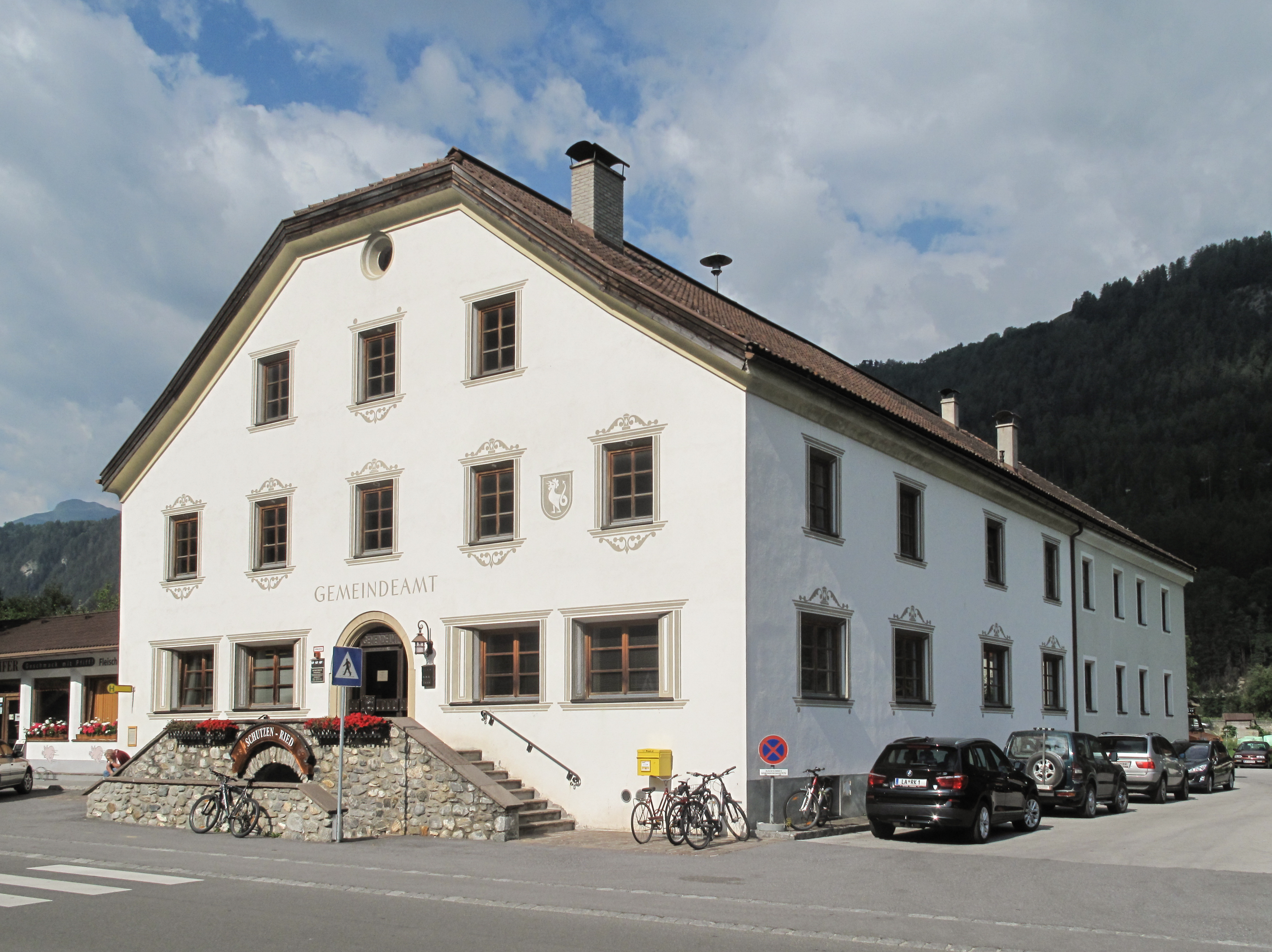
Ried im Oberinntal, hôtel de ville

## Étymologie
Le nom Ried signifie en allemand une zone marécageuse.

## Histoire
Les découvertes archéologiques ont montré que la région autour de la ville était déjà habitée à l'âge de bronze et par la suite par les Romains. Le village s'est développé autour d'une tour défensive de laquelle partait la via Claudia Augusta.
Au XIIe siècle la tour de garde a été rattachée à un manoir seigneurial. À partir du XVIIe siècle, la ville est devenue le centre administratif du district. Le tribunal du district se trouvait dans la ville. Depuis 1978 le tribunal a été déplacé dans le district de Landeck. Le manoir seigneurial est ensuite redevenu au XIXe siècle un entrepôt pour l'armée autrichienne. Depuis la fin du XXe siècle le manoir a été reconverti en musée.
La principale source de revenu à Ried est le tourisme qu'il soit d'été ou d'hiver. Le village dispose de plusieurs hôtels, plusieurs chalets et maisons d'hôtes ainsi que d'un camping. La ville est située à proximité des célèbres stations de ski de Serfaus et de Fiss.
L'église paroissiale  a été construite en 1397. Elle a ensuite été restaurée dans le style baroque.